# 賴霍羅多克

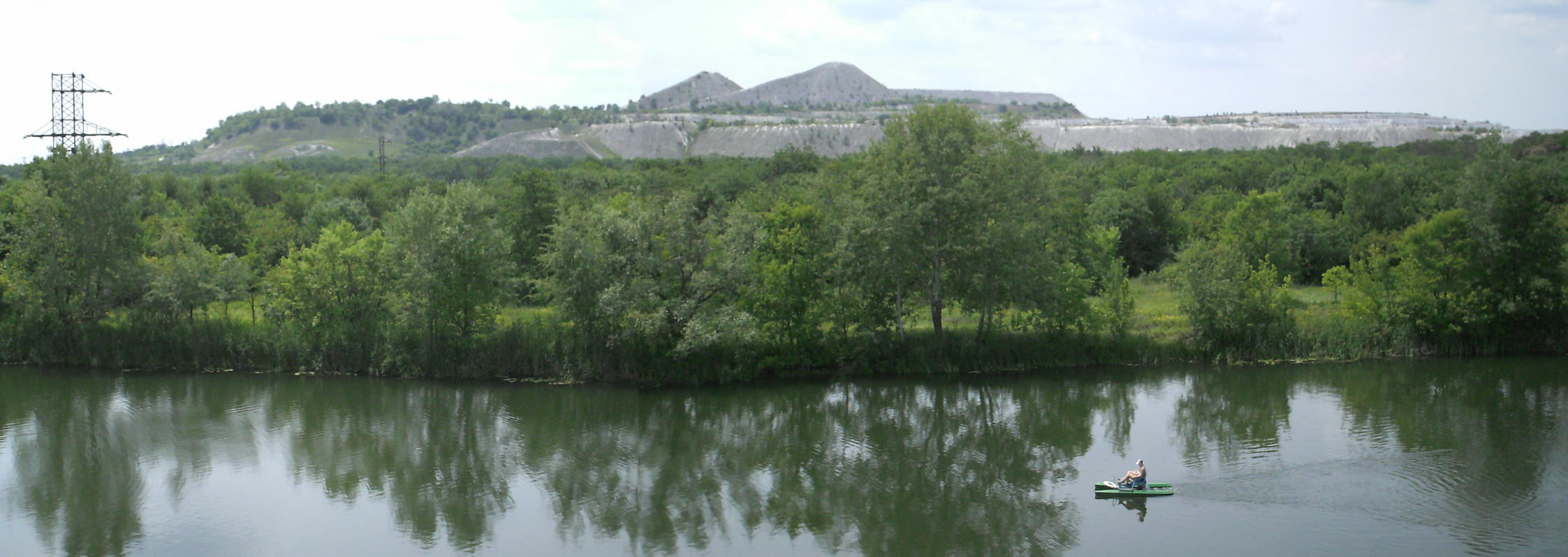
风景

赖霍罗多克（羅馬化：Raihorodok）是烏克蘭東部頓涅茨克州克拉马托尔斯克区米科拉伊夫卡市镇的鎮。處於卡曾內托雷茨河畔，海拔高度62米，2011年人口3,628。